# Buda (Łubno)
Buda – część wsi Łubno w Polsce położona w województwie podkarpackim, w powiecie rzeszowskim, w gminie Dynów.
W latach 1975–1998 Buda administracyjnie należała do województwa przemyskiego